# Helicopsyche marlieri
Helicopsyche marlieri är en nattsländeart som beskrevs av Jacquemart 1957. Helicopsyche marlieri ingår i släktet Helicopsyche och familjen Helicopsychidae. Inga underarter finns listade i Catalogue of Life.